# Zalagasper
zalagasper (stilizirano z malo začetnico) je slovenski glasbeni duo iz Maribora, ki sta ga sestavljala pevka Zala Kralj ter multiinštrumentalist in pisec pesmi Gašper Šantl. Ustvarjala sta elektronsko glasbo, ki sta jo v živo igrala na sampler. Poleg tega so za njuno glasbo značilni še Šantlovi kitarski vložki in eteričen vokal Zale Kralj, ki je pogosto tudi loopan. Glasbo sta skupaj ustvarjala že od leta 2017. Od aprila 2018 do junija 2019 sta bila znana kot Zala Kralj & Gašper Šantl (pod tem imenom sta tudi nastopila na Evroviziji).
Za pesem »Valovi« sta 2018 prejela nagrado zlata piščal za najboljšo skladbo leta.
Pod imenom Zala Kralj & Gašper Šantl sta maja 2019 predstavljala Slovenijo na Pesmi Evrovizije 2019 v Tel Avivu s pesmijo »Sebi«. V finalnem izboru sta končala na 15. mestu.
Februarja 2020 sta izdala svoj prvi studijski album z naslovom 4.
Leta 2023 sta Zala in Gašper glasbeno prenehala sodelovati, v zasebnem življenju sta pa še vedno par. Gašper odtlej nadaljuje s samostojno glasbeno kariero, Zala pa se je posvetila študiju  slovenistike in prevajalstva ter angleščine.

## Zgodovina
Skupaj sta izdala popularna singla »Valovi« (september 2017) in »Baloni« (februar 2018). Izvajalec obeh pesmi je bil na YouTubu sprva naveden kot »Gašper Šantl feat. Zala Kralj«, saj je bila Zala Kralj takrat zgolj kot gostujoča vokalistka glasbe Gašperja Šantla, ki je z drugimi gostujočimi vokalisti glasbo izdajal že prej. Spoznala sta se preko skupnega prijatelja, Žige Krajnca, ki je tudi režiral vse dosedanje videospote. Od aprila 2018 naprej sta v živo nastopala kot enakopravna člana skupine Zala Kralj & Gašper Šantl. Pod tem imenom sta podpisala pogodbo z Universal Music Slovenia. V mesecu maju sta bila povabljena v oddajo Izštekani kot gosta ob skupini Mrfy. Oktobra 2018 sta izdala še tretji singl, »S teboi«.
Novembra 2018 sta se s pesmijo »Sebi« prijavila na razpis izbora EMA 2019, kjer sta nameravala nastopiti, da bi svojo glasbo predstavila širši javnosti. Pesem je bila izbrana za natečaj in 16. februarja 2019 sta nastopila na EMI. Izmed 10 nastopajočih sta po izboru žirije prišla v superfinale in na podlagi glasovanja občinstva preko telefonov premagala tekmico Raiven s pesmijo »Kaos« in tako zmagala na natečaju. Maja 2019 sta tako predstavljala Slovenijo na Pesmi Evrovizije v Tel Avivu. Po naznanitvi zmage na Emi je Gašper Šantl povedal: »[Zmage] nisva pričakovala ... Najini načrti so se malenkost obrnili in zdaj je en ogromen izziv pred nama, po drugi strani pa nama največ pomeni to, da se ljudje povežejo z najino glasbo. Temu bova sledila ter da ostaneva zvesta sama sebi, ker mogoče samo tako lahko dejansko delava vsebine, ki se koga dotaknejo.«
Na dan nastopa na EMI, 17. februarja, sta tudi izdala svoj prvi glasbeni izdelek – EP z naslovom Štiri. Nosi vse štiri do takrat izdane njune pesmi. Maja 2019 sta prejela nagrado zlata piščal za naj novinca leta 2018.
V začetku junija 2019 sta se uradno preimenovala v »zalagasper«, brez šumnikov, da bi bilo ime laže napisati tujegovorečim ljudem. 7. junija 2019 je izšla njuna peta uradno izdana pesem in prva v angleščini, »Come to Me«. Tej je oktobra 2019 sledila »Signals«.
Kot gostujoča izvajalca sta – skupaj z Ezro – sodelovala pri skladbi »Ubijalci sanj« kolektiva Dravle Records (videospot zanjo je bil objavljen začetek februarja 2020). 14. februarja 2020 je izšel njun prvi dolgometražni album 4.

## Diskografija
EP-ji
- Štiri (2019)

Albumi
- 4 (2020)
- love letter (2022)

## Člani
Trenutna člana
- Zala Kralj — vokal, sampler
- Gašper Šantl — kitara, sampler, programiranje

## Videospoti
| Leto | Mesec     | Naslov                   | Režiser            | Album       |
| ---- | --------- | ------------------------ | ------------------ | ----------- |
| 2017 | september | »Valovi«                 | Žiga Krajnc        | Štiri (EP)  |
| 2018 | februar   | »Baloni«                 | Žiga Krajnc        | Štiri (EP)  |
| 2018 | oktober   | »S teboi«                | Žiga Krajnc        | Štiri (EP)  |
| 2019 | februar   | »Sebi«                   | Žiga Krajnc        | Štiri (EP)  |
| 2019 | avgust    | »Come to Me«             | Masha Zhemchuzhina | 4           |
| 2019 | oktober   | »Signals«                | Luka Šantl         | 4           |
| 2020 | februar   | »Box«                    | Miha Likar         | 4           |
| 2020 | junij     | »origami«                | besedilni video    | love letter |
| 2020 | november  | »sto idej«               | visualizer         | —           |
| 2021 | april     | »xoxo«                   | Teja Milavec       | love letter |
| 2022 | februar   | »love letter«            | Lana Bregar        | love letter |
| 2022 | marec     | »oblike oblakov«         | besedilni video    | love letter |
| 2022 | april     | »carta« (ft. Blackpanda) |                    | love letter |
| 2022 | maj       | »teabag in the sink«     | Bonino Englaro     | love letter |
| 2023 | september | »morski psi«             | Zala Kralj         |             |
| 2024 | februar   | »utiram si pot«          | besedilni video    |             |
| 2024 | september | »liter sladoleda«        | Gašper Šantl       |             |
| 2024 | oktober   | »med in mleko«           |                    |             |